# Северный завоз

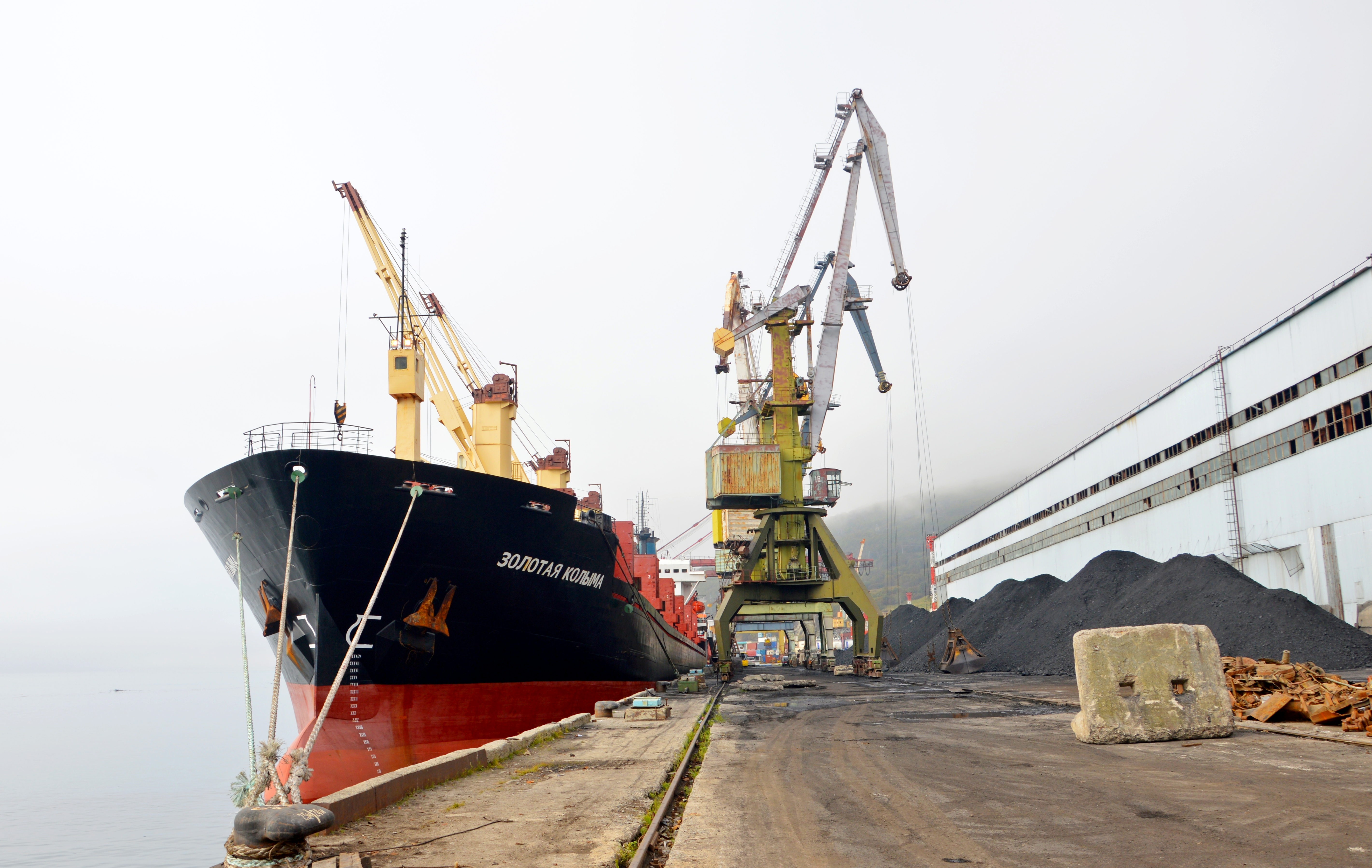
Разгрузка угля с балкера Золотая Колыма в Магаданском морском порту

Се́верный заво́з — комплекс ежегодных государственных мероприятий по обеспечению территорий Крайнего Севера Сибири, Дальнего Востока и Европейской части России и также в Северной Америке в Канаде, США (Аляске) и в Гренландии (Дании) основными жизненно важными товарами (прежде всего, продовольствием и нефтепродуктами) в преддверии зимнего сезона.
Северный завоз как феномен обусловлен тремя причинами:
1. отсутствием в районах (регионах Канады) Крайнего Севера собственной производственной базы большинства промышленных и многих сельскохозяйственных товаров;
2. удалённостью основных промышленных районов на многие тысячи километров, что затрудняет и делает очень дорогой для частных юридических и физических лиц самостоятельную доставку товаров даже в летние месяцы;
3. полным отсутствием транспортной инфраструктуры (автомобильных и железных дорог), за исключением воздушного или водного сообщения, в большинстве районов (регионов Канады) Крайнего Севера.

Более общей причиной являются крайне трудные природно-климатические условия в районах Крайнего Севера.
В этих условиях единственно возможной является централизованная закупка и транспортировка товаров из южных областей России в районы Крайнего Севера. Эту обязанность как в СССР, так в современной России осуществляет государство за счет средств федерального бюджета и силами региональных и местных властей.
Объём северного завоза традиционно исчисляется в денежном, а не в натуральном выражении.
Завоз производится преимущественно воздушным транспортом, а также речным и морским, в том числе с использованием Северного Морского пути или Северо-западного прохода на канадской территории Нунавут.
В России выделяют четыре группы местностей, куда производится северный завоз:
- В первую группу входят районы со сроком доступности менее 3 месяцев (Эвенкийский район и северные районы Красноярского края, Чукотского АО, центральные районы Якутии и др.). В Эвенкийский район и северные районы Красноярского края, а также центральные районы Якутии завоз осуществляется большей частью речным транспортом, причем срок навигации большинства рек, расположенных в этих районах, составляет лишь около 1 мес. (во время весеннего и осеннего половодья). Для районов Чукотского АО и северных районов Якутии, куда завоз осуществляется по морю,  ограничение срока завоза связано с суровыми ледовыми условиями. Порты там имеют гарантированную навигацию около 3 месяцев, а в остальное время для доставки грузов необходимо использовать ледокольную проводку, что значительно удорожает завоз.
- Во вторую группу входят районы со сроком доступности от 3 до 6 месяцев (все районы Ненецкого, Таймырского Долгано-Ненецкого муниципального района и Корякского округов, районы Магаданской области и др.). Завоз грузов в эти районы осуществляется главным образом по морю.
- В третью группу входят районы со сроком доступности от 6 до 9 месяцев (северные районы Сахалинской и Томской областей, а также районы Приморского края). Они имеют на своей территории судоходные реки (Обь, Амур) с достаточно продолжительным сроком навигации, а районы Сахалинской области и некоторые районы Приморского края расположены по побережью Охотского моря и имеют навигацию более 6 мес.
- В четвертую группу входят районы со сроком доступности более 9 мес. (все районы Амурской области, Республики Алтай, районы Архангельской области, Хабаровского края и др.). Там есть железные дороги общего пользования и/или автодороги с твердым покрытием федерального значения.

Около 60% грузов северного завоза в России составляет уголь.